# Morsang-sur-Orge
Morsang-sur-Orge é uma comuna francesa situada vinte e três quilômetros a sul de Paris, no departamento de Essonne na região da Ilha de França. É a sede do Cantão de Morsang-sur-Orge.
Simples vila, dependente da abadia de Saint-Magloire de Paris em torno do ano mil, se tornou um senhorio de vários burgueses parisienses, a cidade evoluiu a partir do século XX com a pedreira de mó e a construção de casas burguesas e depois o loteamento da antiga floresta de Séquigny, dando-lhe a sua aparência atual de subúrbio residencial ao sul da capital.
Seus habitantes são chamados de Morsaintois.

## Geografia

### Vias de comunicação e transportes
Ela é também percorrida ao norte pela estrada departamental 77 e é limitada a oeste pela estrada departamental 117 que leva o nome de estrada de Corbeil. Sem a ferrovia passa no território do município, o mais próximo das estações ferroviárias, nas cidades vizinhas de Sainte-Geneviève-des-Bois, Saint-Michel-sur-Orge, Épinay-sur-Orge e Savigny-sur-Orge, todas servidas pela linha C do RER. Várias linhas de transporte público rodoviário cruzam todavia o território, onde a linha 420 da rede de ônibus Transports intercommunaux Centre Essonne, as linhas DM3, DM8, DM21 da rede de ônibus Daniel Meyer, a linha 103, 107 e 108 da rede de ônibus Veolia-Transdev CEAT. A comuna também está localizada a sete quilômetros ao sul do Aeroporto de Paris-Orly e a quarenta e um quilômetros ao sudoeste do Aeroporto de Paris-Charles de Gaulle.

## Toponímia
O local é atestado na forma Murcinctus em 997 - 999 depois Morseng e Murcenc no século XII. É o produto de um tipo toponímico baixo latino Murocinctus (ver Morsain, Aisnes), Murocinctus em 879, que significa "cercado por muros", mais tarde, o nome é mencionado nas formas Morcent, Murcent em 1159, Meurcentum em 1268 e finalmente Morsang, grafia não-etimológica. A comuna foi fundada em 1793 com o seu nome atual.

## História

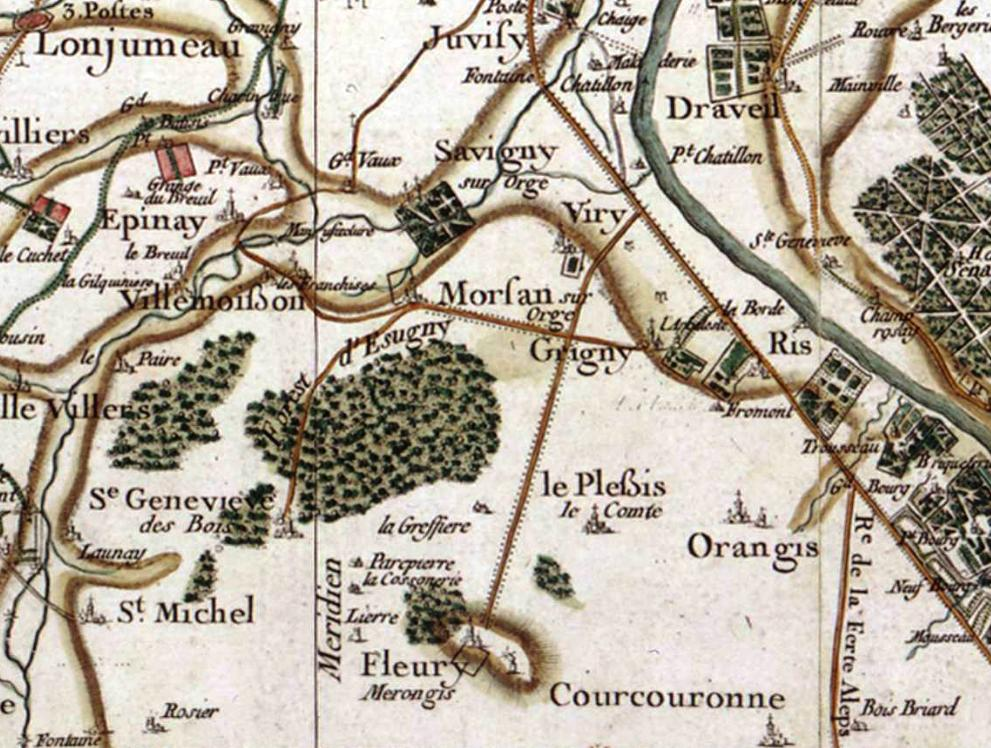
Mapa da região de Morsang no século XVII por Cassini

Armas e ferramentas que datam da Idade da Pedra têm sido descobertas durante a extração da pedra de mó na região. Na época da Gália romana, a vila estava longe das estradas romanas ligando Lutécia a Lugduno para leste e Cenabo para o oeste.
A primeira menção do lugar remonta à doação feita por Hugo Capeto para a abadia de Saint-Magloire de Paris em 980. Em 1159 o lugar foi listado sob o nome de Murcent, refletindo a presença de um muro ao redor da vila. Uma igreja dedicada a são João foi construída no século XIII.
Em 1564 a propriedade foi vendida para a família do Raguenière e compreende uma mansão ao norte e a grande floresta de Séquigny ao sul. Uma capela dedicada a são Carlos foi construída nos XVII. Em 1616, o senhorio voltou à família Vassan.
No século XVIII, a vila foi organizada em torno do castelo, da fazenda e de um terceiro sítio, ligados entre si por uma estrada que levava à importante rota de Corbeil, a principal atividade agrícola de então era o vinho. Em 1739, o fazendeiro-geral Pierre Durey d'Harnoncourt comprou o senhorio de Morsang e edificou ali em 1740 o castelo de Morsang. Ele voltou a seu genro Louis Bénigne François Berthier de Sauvigny, primeiro presidente do Parlamento de Paris que o conservou até sua morte em 1789.
Em 1848 foi construída a prefeitura-escola. A partir do século XIX, a vila evoluiu com a abertura de pedreiras de mó, casas burguesas foram construídas no que era então uma vila-rua, concluídas no início do século XX por loteamentos residenciais. Uma nova prefeitura-escola foi inaugurada em 1921, a anterior se tornando uma agência postal. Em 1955 foi inaugurada um segundo lugar de culto católico na comuna. Em 1975, a comuna se tornou a sede de seu cantão.

## Cultura e patrimônio

### Patrimônio ambiental
O parc du château e as bordas do Orge foram identificados como espaços naturais sensíveis pelo conselho geral de Essonne. Além do vasto parque do castelo ao norte, o parc de la Source adjacente, o parc Pablo-Picasso ao sul e a place Henri-IV participam do quadro de vida, complementados por avenidas arborizadas. Um aglomerado de plátano, localizado no parc du château foi premiado com o Arbre remarquable.

### Patrimônio arquitetônico
O castelo de Morsang dos séculos XVII e XVIII foi inscrito aos monumentos históricos em 5 de julho de 1979. Um Marco quilométrico com um barrete frígio tem sido listado como monumento histórico em 12 de janeiro de 1931. A fazenda da abadia foi listada nos monumentos históricos em 20 de novembro de 1920. A ferme de l’Allemanderie data do século XVI, o campanário da igreja Saint-Jean-Baptiste data do século XIV.

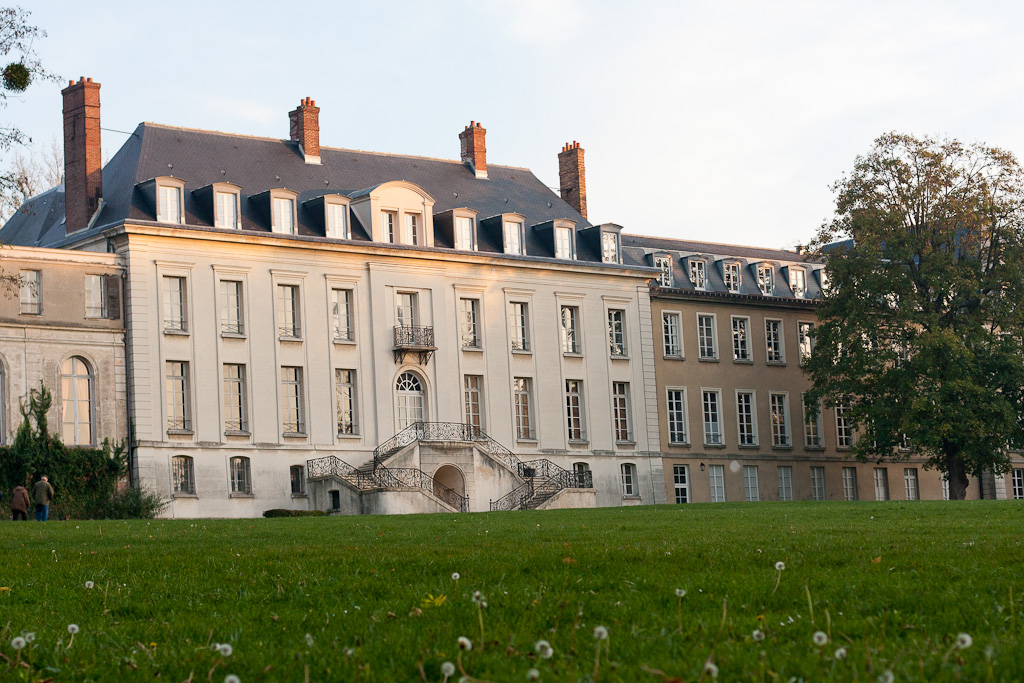
O castelo de Morsang-sur-Orge, parque ao lado.
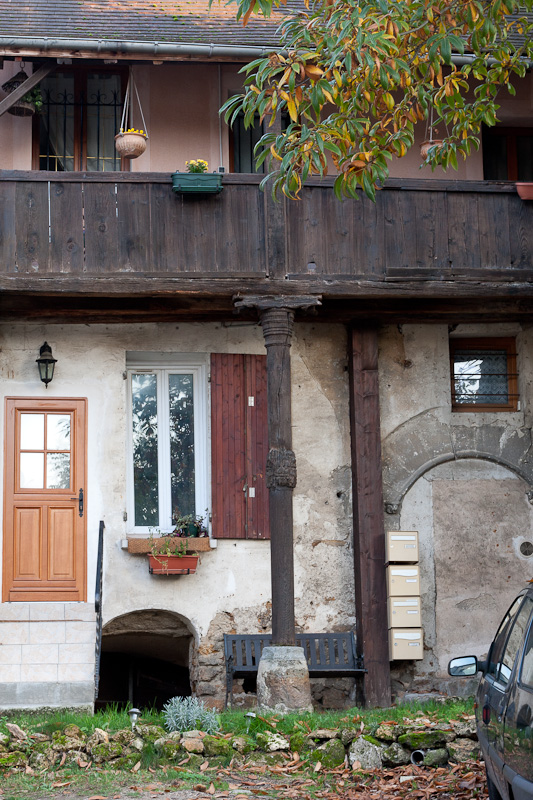
A fazenda antiga da abadia.

### Personalidades ligadas à comuna

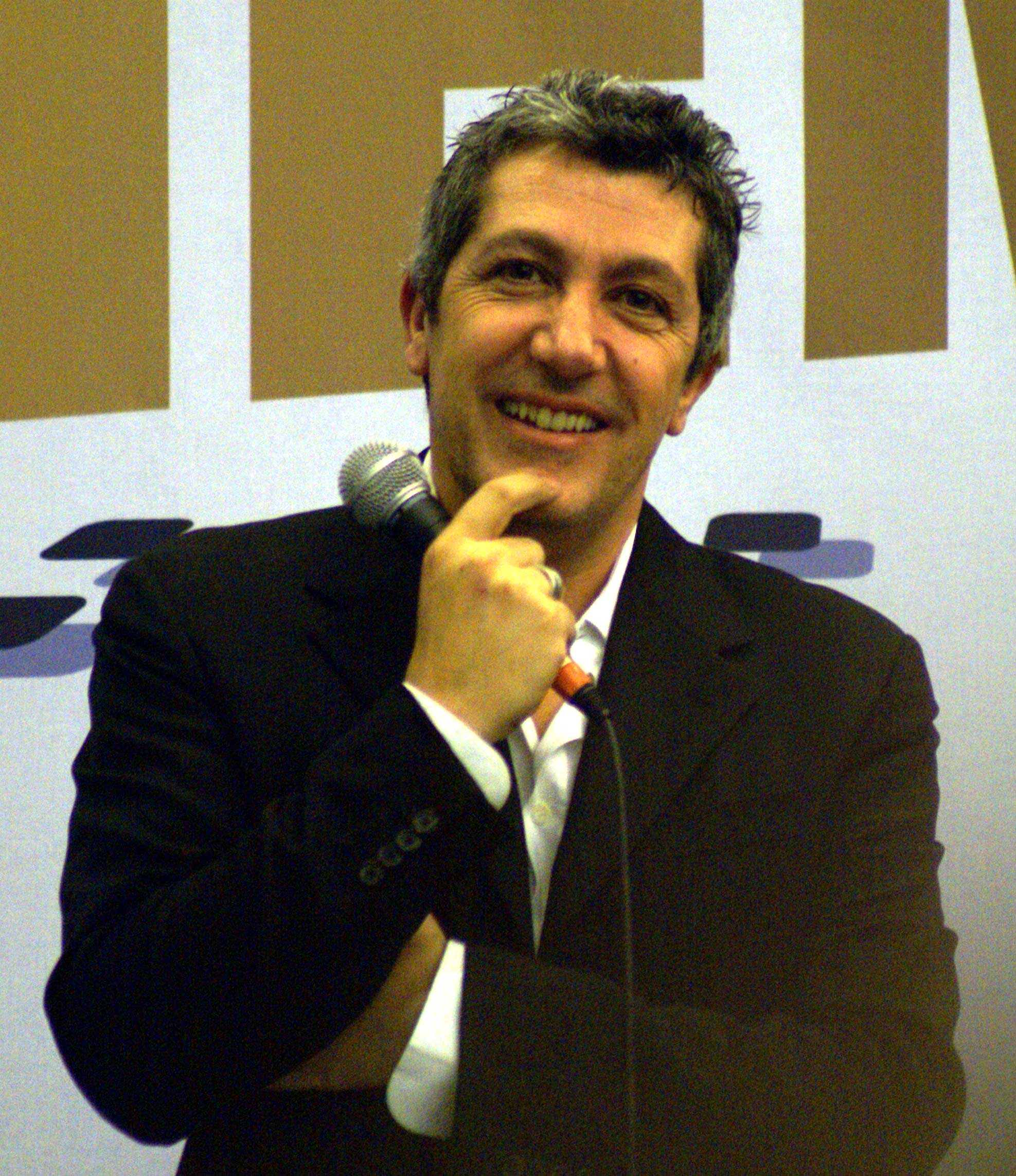
Alain Chabat.

- Jacques de Vassan (c. 1600-1636), aristocrata
- Louis Bénigne François Berthier de Sauvigny (1737-1789), primeiro presidente do Parlamento de Paris foi o senhor.
- Alain Chabat (1958- ), ator, viveu lá.